# De stora baderskorna (målning av Renoir)
De stora baderskorna (franska: Les Grandes Baigneuses) eller De badande är en oljemålning av den franske konstnären Auguste Renoir från 1884–1887. Den är utställd på Philadelphia Museum of Art som även äger Paul Cézannes praktverk med samma namn.
Renoir arbetade i över tre år med denna målning och gjorde flera skisser, bland annat två helfigurer i olja varav en finns på Art Institute of Chicago. 
I denna målning visar Renoir ett nytt uttryckssätt där han vill kombinera de klassiska idealen med den moderna konsten. Endast skogen i bakgrunden bär spår av impressionismens skissartade penselföring. Renoir började på 1880-talet att studera de gamla klassikerna och inspirerades av Jean Goujon, François Girardon, Nicolas Poussin, Rafael, Tizian och Peter Paul Rubens. De tre kvinnorna i förgrunden har närmast skulpturala drag och är målade med skarpa linjära konturer, vilket skiljer den från Renoirs 1870-talsmålningar. Som modeller stod Aline Charigot (kvinnan i mitten), som Renoir gifte sig med 1890, och Suzanne Valadon.
Renoirs nya stil mötte hård kritik, bland annat från en del impressionister som ansåg att Renoir svek deras ideal. Kritiken tog hårt på Renoir och han målade aldrig mer en lika monumental målning som denna.